# ジャッキー・チェン
ジャッキー・チェン（繁: 成龍; 広東語読み：セン・ロン、IPA: [ʈʂʰə̌ŋ.lʊ̌ŋ] 粤拼: Sing4 Lung4、英: Jackie Chan、1954年4月7日 - ）は、香港の俳優、監督、プロデューサー、武術家、歌手。出生名は 陳 港生（チャン・コンサン、繁: 陳港生; IPA: [ʈʂʰə̌n kàŋ.ʂə́ŋ]）、本名は 房 仕龍（ファン・シーロン、繁: 房仕龍; IPA: [fǎŋ ʂɻ̩̂.lʊ̌ŋ]）。身長173cm。妻は、台湾の元女優のジョアン・リン。息子は俳優のジェイシー・チャン。

## 概要
恵まれた身体能力を活かして、暗い復讐劇が多かったカンフーアクション映画の世界に、ハロルド・ロイドやバスター・キートンなどのコメディ映画の要素を取り入れた、コミカルで明るい作風のカンフー映画を送り込み、アジア圏で一躍有名になる。その後、ハリウッドにも進出し、数多くの映画に主役として出演。70歳を迎えた2024年現在でも、自らアクションスタントをこなす。代表作は『プロジェクトA』など多数。存命俳優としてはギネス世界記録となるスタント回数を記録している。

### 俳優名について
中国語圏では、「成龍（広東語では「セン・ロン」）」、欧米では、英語名＋苗字（陳）の広東語読みの「Jackie Chan」、日本では、英語名のカタカナ表記による「ジャッキー・チェン」を俳優名としている。
ただし、日本では、名字の「陳」を普通話読みの「チェン」と書き、食い違いがある。日本では、当初「ジャッキー・チャン」として活動する予定であったが、日本のみ諸事情（親しみを込めて相手を呼ぶ際の「〜ちゃん」と被るため）により、「ジャッキー・チェン」で活動することとなった。だが、息子は「ジェイシー・チャン」と名乗っている。

## 経歴

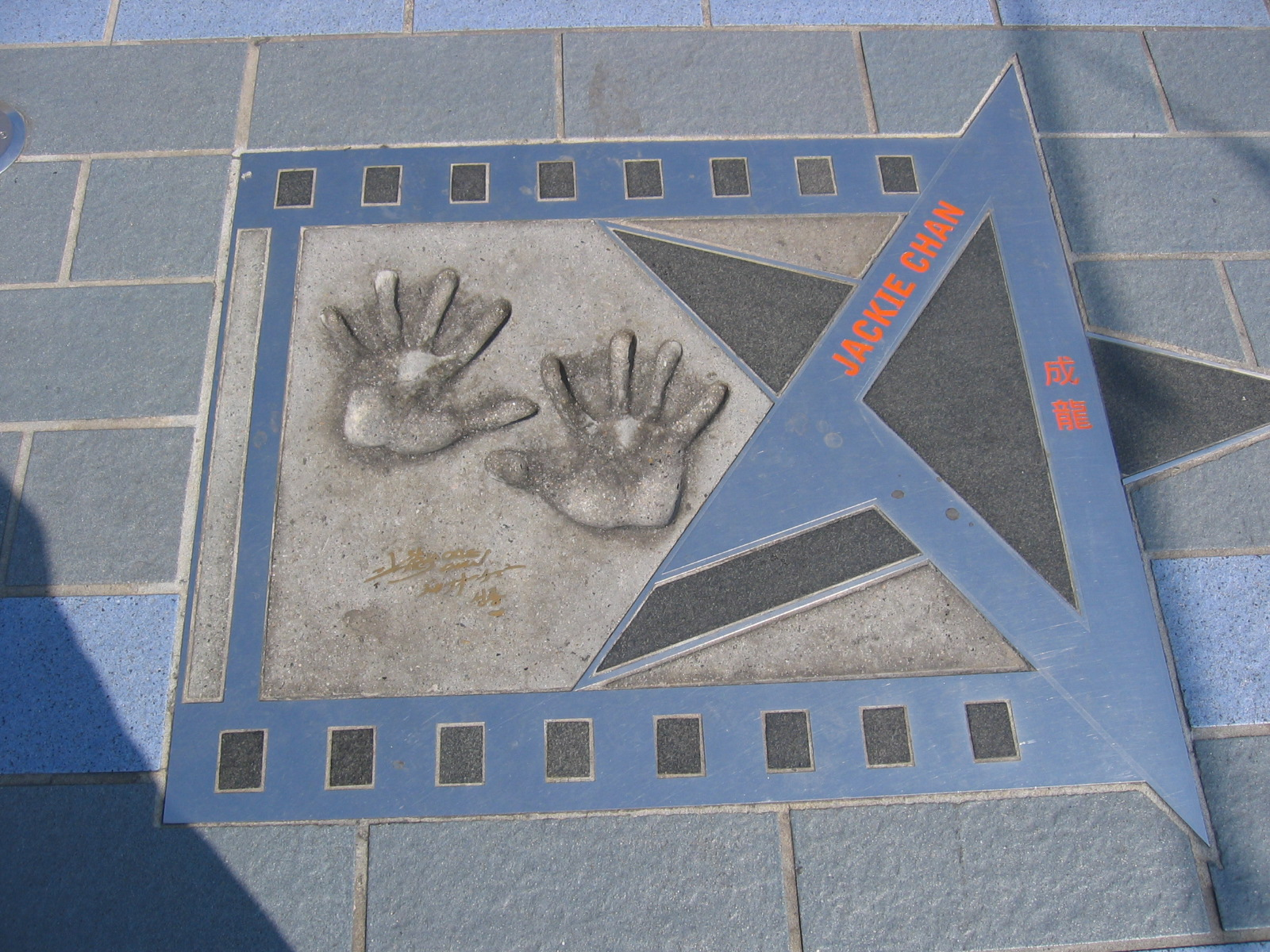
香港星光大道のチェンの手形

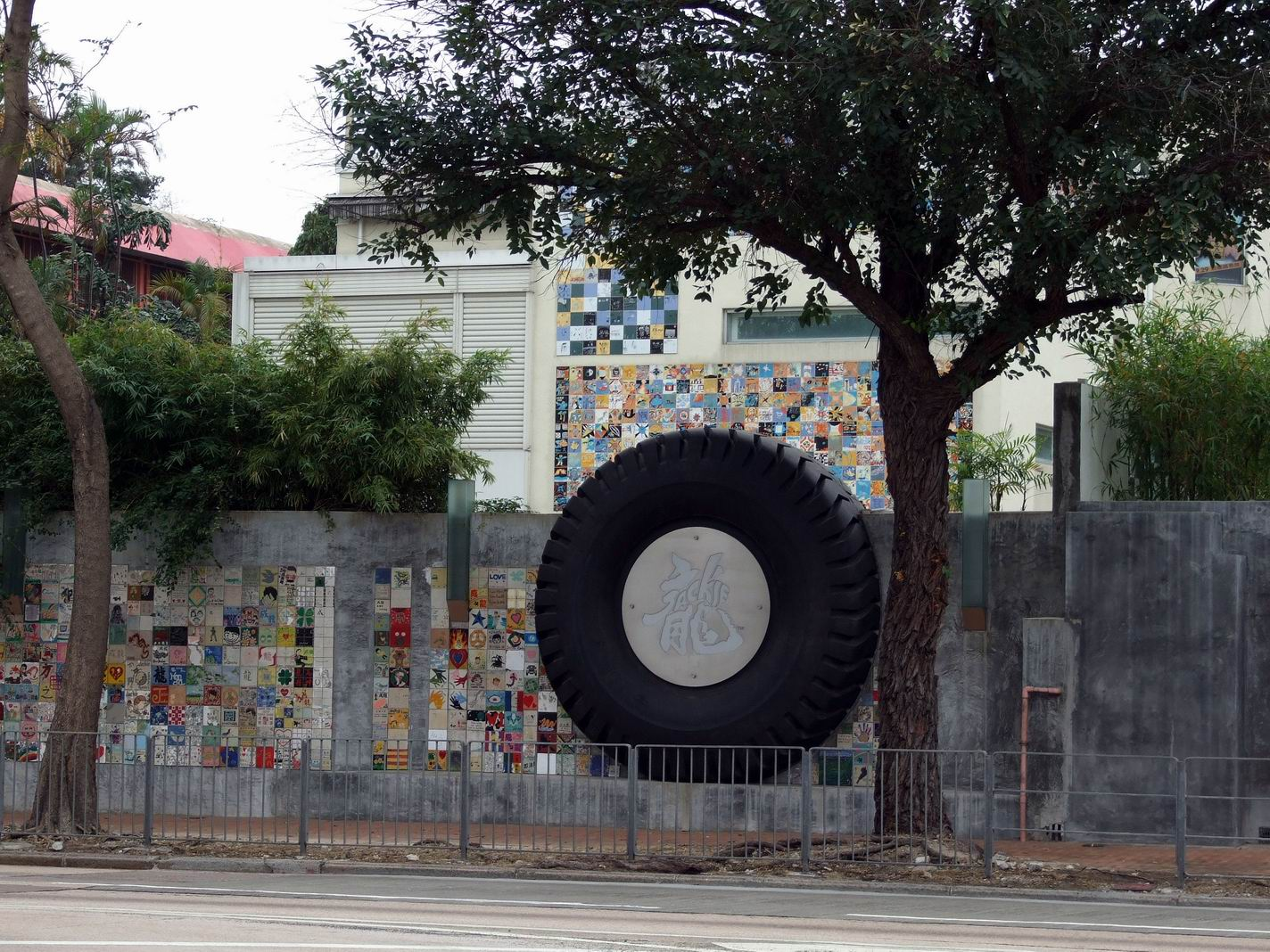
香港九龍塘にあるチェンの制作会社

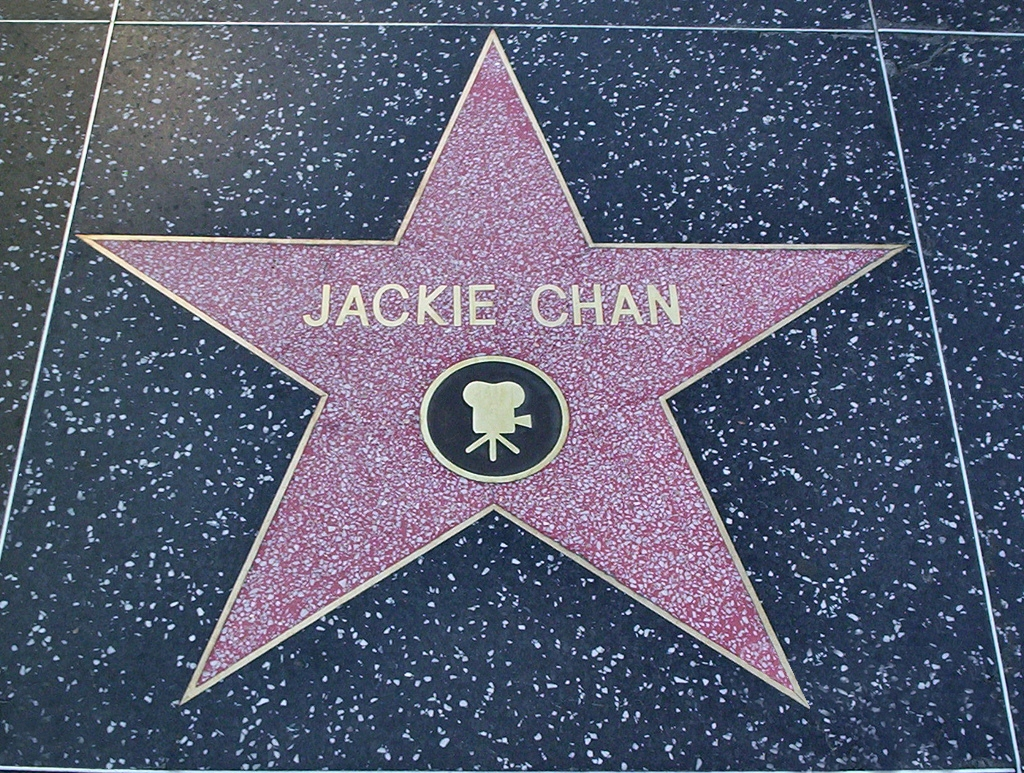
ハリウッド・ウォーク・オブ・フェームにあるチェンの星

### 生い立ち
1954年4月7日、イギリス領香港のヴィクトリア・ピークにて、陳港生（チャン・コンサン）として生まれた。祖籍は安徽省で、父親は陳志平（チャールズ・チャン、本名: 房道龍）、母親は陳莉莉（リリー・チャン）。
ジャッキーの父親は、中国国民党のスパイであり、国共内戦の結果、香港に逃れ、改名し、在香港米領事館にて料理人として働いていた。ジャッキーは、2001年にこの事実を父親から知らされ、本名が房仕龍であることや、兄弟がいることなどを知った。この話をジャッキーは撮影し、ドキュメンタリー映画『失われた龍の系譜 トレース・オブ・ア・ドラゴン』（2003年）として、世間に公表した。2003年には、息子が陳祖明から房祖名に改名、2013年には、自身も房仕龍に改名している。

### 中国戯劇学院時代から映画デビューへ
7歳から約10年間中国戯劇学院にて京劇や中国武術を学び、学内でも特に優秀な7人の生徒「七小福」に選ばれる。学院の閉鎖後、映画のエキストラやスタントマンを務めた。1962年公開の『大小黄天覇』で映画デビューを果たす。
無名時代、ブルース・リーの映画『ドラゴン怒りの鉄拳』（1972年）では、門下生の中のエキストラや、映画終盤でリーに蹴られ、障子を突き破るという重要なシーンでのスタントマンを務め、『燃えよドラゴン』（1973年）では、リーに首を折られるエキストラとしても出演した。その後、オーストラリアの両親の元に戻り、俳優業から離れ、左官やコックなどの職に就いた。

### 成龍としての再デビュー
1976年、ロー・ウェイプロダクションの支配人であるウィリー・チャンの呼びかけで香港へ戻り、専属契約し、芸名を陳元龍から成龍と改名し、再デビューを果たした。『レッド・ドラゴン/新・怒りの鉄拳』（1976年）、『少林寺木人拳』（1976年）などのカンフー作品に主演するが、どれも興行成績は振るわず、不発に終わってしまう。
復讐劇でのシリアスな役まわりが与えられることが多かったが、成功には至らず、そうした反省も踏まえ、ジャッキーは製作側に注文し、ストーリーやアクションにコミカルさを交え、自身の明るいキャラクターを生かした作品を作ることを目指す。

### アジアのトップスターに
ロー・ウェイプロと専属契約中、シーゾナル・フィルムへレンタルされ、1977年、ユエン・ウーピン監督の『スネーキーモンキー 蛇拳』（1978年）に出演した。ジャッキーが独自のコメディ路線を打ち出した本作品は、高い興行成績を突破した。続く『ドランクモンキー 酔拳』（1978年）で、ジャッキーはスーパースターとしての地位を不動のものにした。次作の『クレージーモンキー 笑拳』（1979年）では、監督業にも進出、本作品も大ヒットとなった。1979年には、ロー・ウェイプロを離れ、新たにゴールデン・ハーベスト社に移籍。移籍後最初に制作した映画は、自ら監督と主演作を務めた『ヤングマスター 師弟出馬』（1980年）である。
1980年代に入ると、『プロジェクトA』（1984年）や『ポリス・ストーリー/香港国際警察』（1985年）に代表される自ら命懸けのスタントをこなす監督・主演作品が大ヒット。香港映画界を代表するアジアのトップスターとなった。一時期、批評家からの声に刺激され『奇蹟/ミラクル』（1989年）のような文芸路線を手がけたこともあったが、アクションを期待してるファンからの要望を受け、再びエンターテイメント路線に復帰した。
そんな華々しい活躍の中で『サンダーアーム/龍兄虎弟』（1986年）の撮影中に大けがを負ってしまい、その後遺症で、右耳がほとんど聞こえなくなっている。
『プロジェクト・イーグル』（1991年）を最後に、一時監督業からは退き、俳優業に専念する一方、製作者として『ロアン・リンユィ 阮玲玉』（1992年）などの文芸作品も世に送り出した。

### ハリウッド進出
元々、ハリウッド進出の意欲は高く、『バトルクリーク・ブロー』（1980年）では、ホセ・フェラーらと共演したが、興行成績が振るわず、散々な結果に終わった。また、ハリウッドの有名俳優が総出演した『キャノンボール』（1981年）では、彼と同じく香港俳優のマイケル・ホイと共に、日本人ドライバーとして出演。映画自体は、アメリカでヒットしたものの、地元香港では振るわず、ジャッキーの存在がハリウッドに広まることはなかった。
2度目にハリウッドに挑戦したのは、ちょうど香港映画がアメリカでヒットするようになった頃だった。ゴールデン・ハーベストは、『プロテクター』（1985年）でジャッキーにタフガイを演じさせたが、彼のキャラクターがうまく生かされず、評価は高まらなかった。しかし、1995年公開の『レッド・ブロンクス』が、全米興行収入初登場1位というアジア映画初の快挙を成し遂げ、再びハリウッドへの道が開かれることとなる。
そして、1998年の『ラッシュアワー』の大ヒットで、ハリウッドスターとしての地位を築き、続編『ラッシュアワー2』（2001年）は、全世界興行成績で大ヒットを記録する。その後、立て続けにアメリカ映画作品に出演。アメリカを中心に世界各国での知名度が上がり、アカデミー賞のプレゼンターとしても登場するなど、東洋人を代表するハリウッドスターとなった。
しかし、地元・香港では、これらのジャッキー主演のハリウッド映画はいずれも不入りで、『タキシード』（2002年）、『シャンハイ・ナイト』（2003年）、『メダリオン』（2003年）などは、ジャッキーがスターになって以来最低レベルの興行成績に甘んじる結果となった。

### アジアへの回帰と脱スタント・アクション
2004年、香港のエンペラー・エンターテインメント・グループと提携して、自らの映画制作会社、JCEムービーズを設立し、その第1回作品として『香港国際警察/NEW POLICE STORY』を製作・主演。以後、香港・中国映画とアメリカ映画に並行して出演するようになる。2007年には、長年の友人である真田広之との初共演が実現した『ラッシュアワー3』が公開され、公開週で全米ナンバーワンを獲得するヒットとなり、2008年には、ジェット・リーとの初共演作『ドラゴン・キングダム』が公開された。
2009年、アクションを封印したシリアスなバイオレンス映画『新宿インシデント』に主演。主人公の師匠役を演じた2010年の『ベスト・キッド』は、2000年代に入ってからの出演作では最大のヒット作となった。2011年、出演作100本目記念作品とされる歴史映画『1911』が公開。2012年公開の『ライジング・ドラゴン』をもって、「体を張った本格アクションからは引退」と宣言した。

### 近年の活動
2014年4月、上海市普陀区に世界初となるジャッキーの博物館・成龍電影芸術館が開館した。芸術館をはじめ、3棟の建物がメインとなり、映画資料や小道具、衣装などが展示されている。
2015年公開の主演・製作映画『ドラゴン・ブレイド』が大ヒットを記録し、2010年代最大の成功作となった。これにより、アメリカのフォーブス誌の高額俳優ランキング（2014年6月1日 - 2015年6月1日）で、5000万ドルを記録し、ロバート・ダウニーJr.に次ぐ世界2位となった。
2016年には、アカデミー名誉賞を受賞した。また、ファンへの感謝も忘れず、「僕が窓から飛び降りたり、キックしてパンチして、骨折しながら映画を作り続けているのはすべて世界のファンのためだよ。ありがとう！」と述べ、会場でスタンディングオベーションが起きた。

## 俳優活動

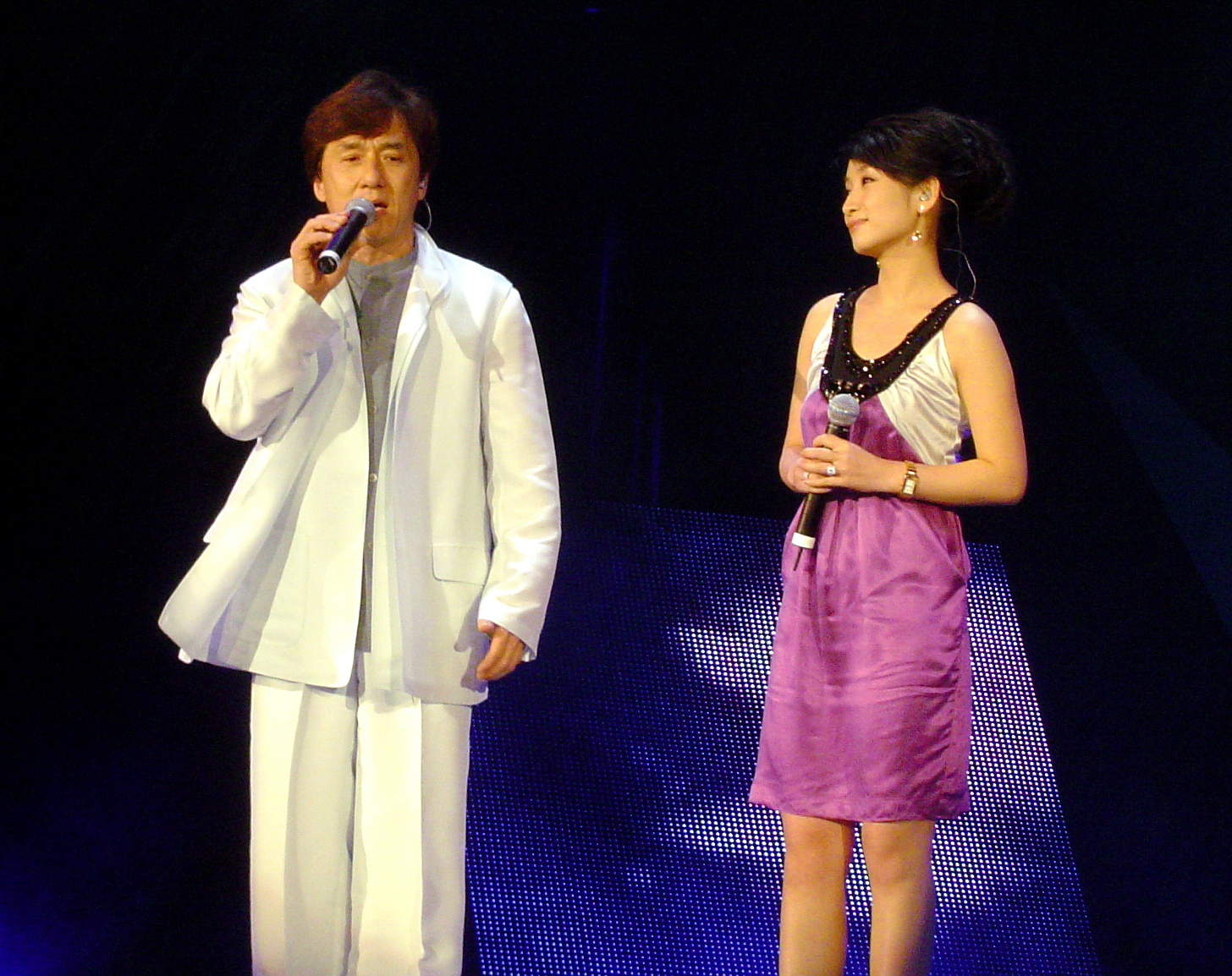
第12回上海電視節開会式。右: 秦海璐（2006年）

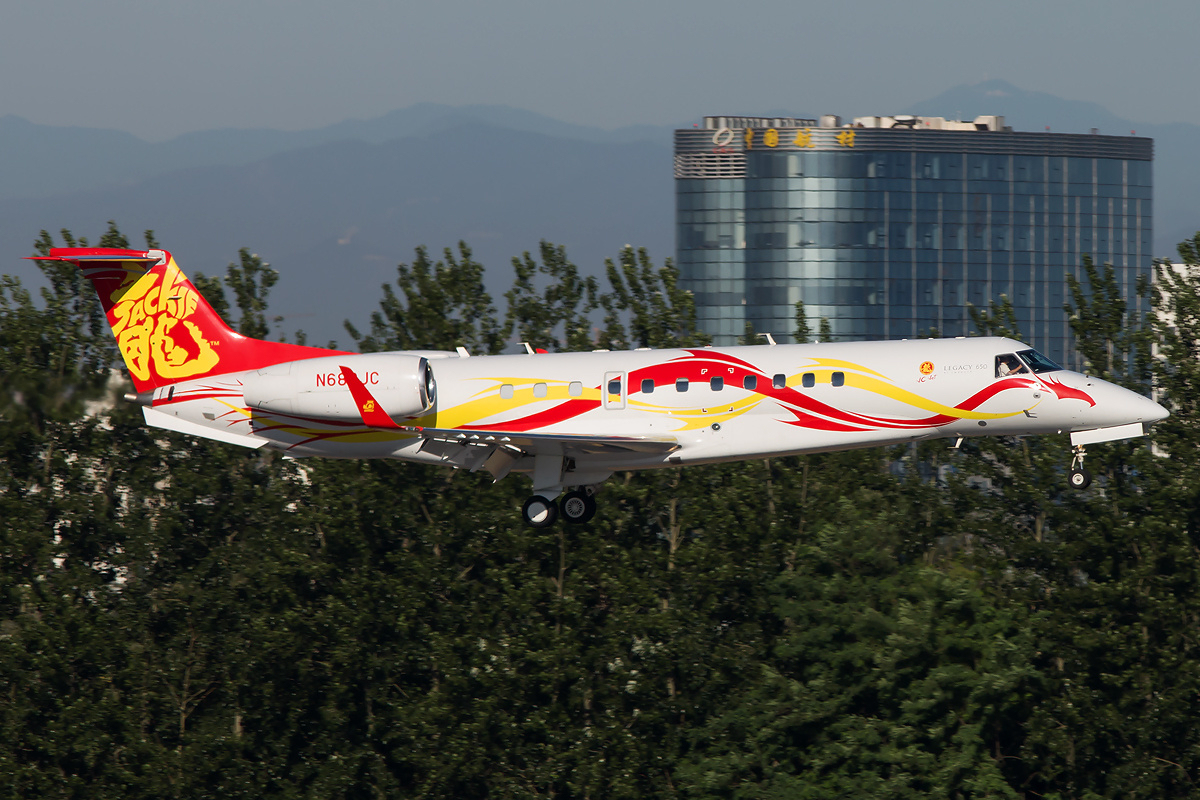
チェンの私用ジェット機・レガシー650（北京）

### アクション俳優
ジャッキーのアクションシーンは、格闘家や元スポーツ選手、スタントマンなどの仲間で構成された『成家班、英語: Jackie Chan Stunt Team（ジャッキー・チェン・スタント・チーム）』によって支えられている。成家班は、ジャッキー作品映画に脇役・悪役で出演し、アクション（殺陣）を作り上げている。
ヘリコプターを使ったアクションとして、『ポリス・ストーリー3』（1992年）と『ファイナル・プロジェクト』（1996年）が有名だが、『ポリス・ストーリー3』では、機体がジャッキーの体にぶつかり大怪我、『ファイナル・プロジェクト』では、プロペラがジャッキーの帽子に接触（頭上2cm）し、間一髪大怪我を免れている。その後、一部の回想シーン風の撮影を除き、ジャッキーはヘリコプターを使ったアクションは行っていない。
「自身の作品で一番好きなのは？」という問いに対し、「アクションなら『ポリス・ストーリー/香港国際警察』、監督なら『奇蹟/ミラクル』」と答えている。また、「思い出に残る作品は？」には、笑いながら「沢山ありますよ」と前置きした後、悩みながら、第3位は『酔拳2』、第2位は『レッド・ブロンクス』、第1位は『プロジェクトA』と答えている。

#### スタントマンの使用
自身のスタントマンは、『プロジェクトA』から使用しており、時計台の落下はマースも担当している。アクションでは、チン・ガーロウ、カースタントではブラッキー・コウ、曾凡仁、李樹華。他にはブルース・ロウ（羅禮賢）、見た目もそっくりなリー・ハイチン、馬毅など。アクション、武術、カースタントに使用しているのは、2007年に羅禮賢が発言したことをきっかけに、中華圏では広く知られているが、日本では、本人も否定する発言をするのであまり知られていない。しかし、2004年のあるアメリカの映画祭でジェット・リーが、「ジャッキーもスタントマンを使う」と、インタビューに答えている。

#### カメオ出演
自身がプロデュースした作品には、1シーンのみのカメオ出演をする場合が多い（1986年『クラッシュ・エンジェルス/失われたダイヤモンド』、1999年『ジェネックス・コップ』、2004年『エンター・ザ・フェニックス』など）。

#### 引退・新人の育成について
以前は、自分自身が主演であることへのこだわりを見せていたが、近年では、アクションスターとして第一線から退くことを示唆している。また、事あるごとに引退を示唆する発言をしている。2000年代に入ってからは、若いスターの発掘やプロデュースに積極的に進出しており、「次世代を育てることに力を入れていく」ことを明言している。

### 歌手
俳優だけではなく、歌手としても有名であり、彼の映画の主題歌は、彼自身が歌うことが多い。歌は、ロックレコードの李宗盛から学んだという。
陳淑樺との「明明白白我的心」は、中華圏で有名であり、今でもデュエットソングとして人気がある。1996年発表の「夢で会えたら」（再見寧願在夢中、Would Rather Say Goodbye In Dreams）は、彼の代表曲とも言えるポップスである。
日本での本格的歌手デビューは、1983年の五輪真弓「マリアンヌ」で、シングルレコードによる発売。ただし、レコードデビューとしては、1980年に『ヤングマスター 師弟出馬』の日本公開版主題歌として発売された「さすらいのカンフー」が最初である。『ファースト・ミッション』（1985年）日本公開版では、オープニング、エンディングとも日本語のオリジナル曲（「CHINA BLUE」「TOKYO SATURDAY NIGHT」）を本人が歌った。

## 人物

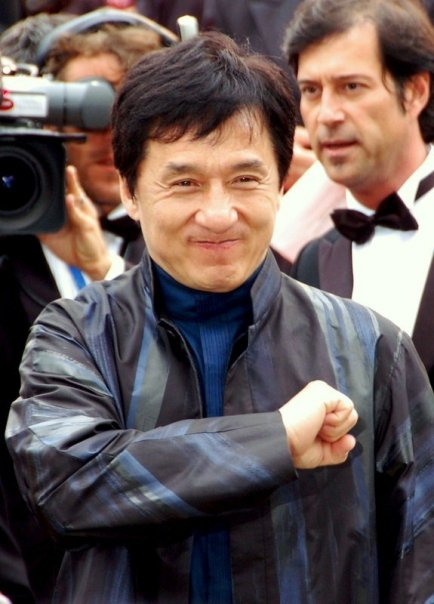
カンヌ映画祭（2008年）

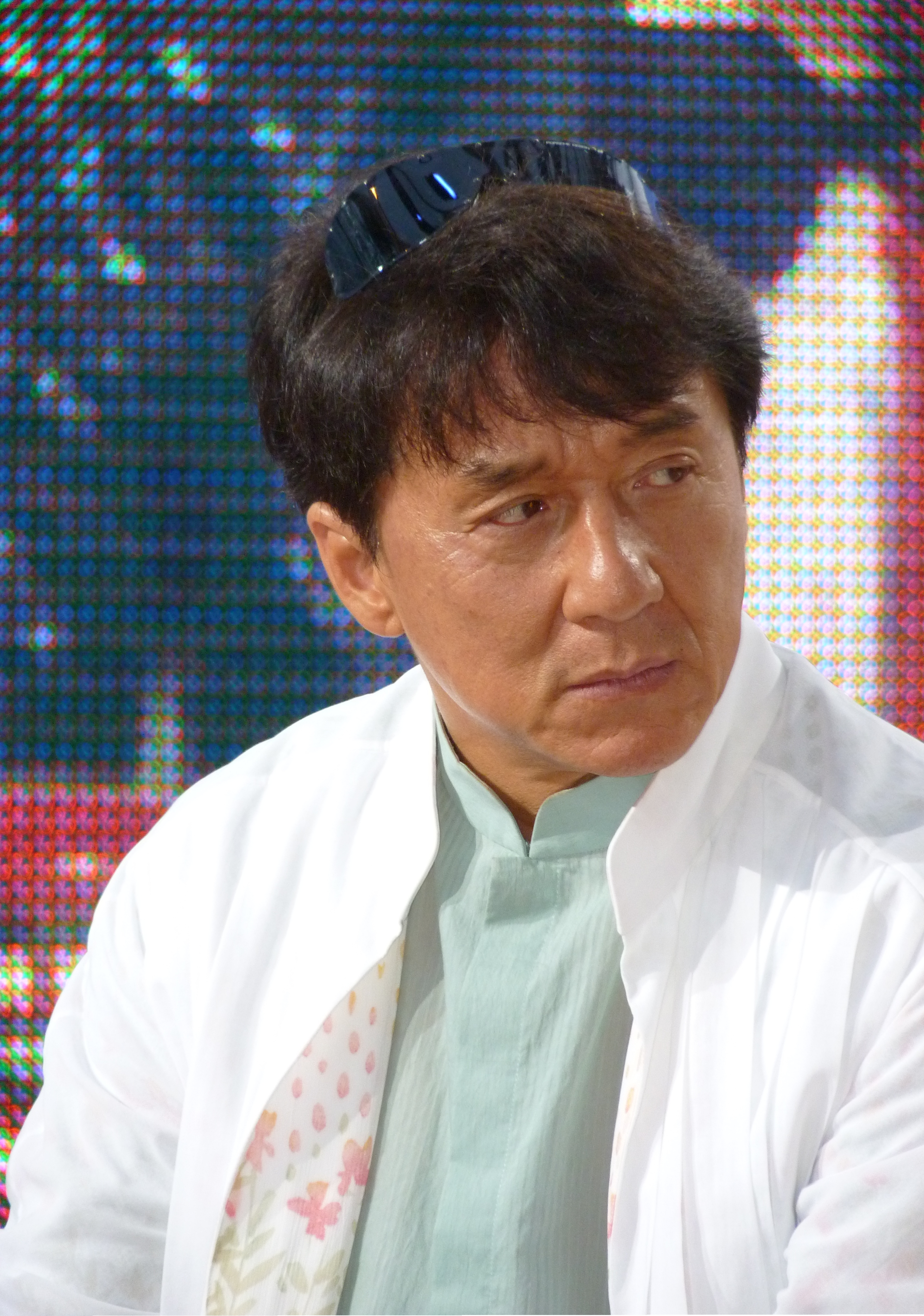
カンヌ映画祭（2012年）

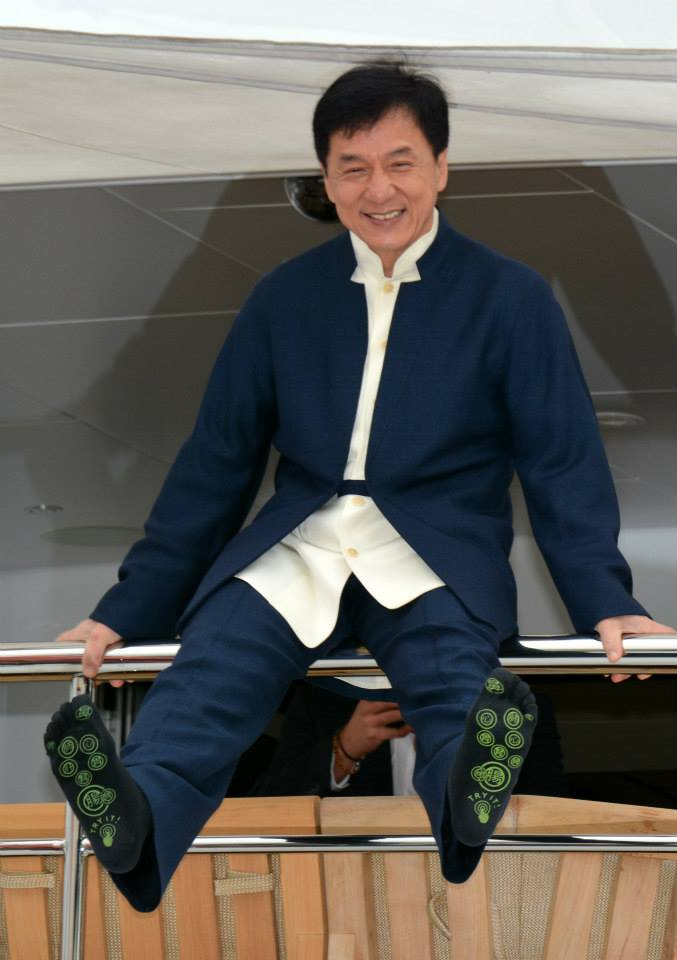
カンヌ映画祭（2013年）

トム・クルーズやジョニー・デップと並び、ファンへのサービス精神が旺盛なのは有名で、香港の撮影所まで訪ねたファンに対しては、撮影中で忙しいにもかかわらず、サインや2ショット写真など、常に特別待遇で接している。
千葉真一の熱狂的なファンで、千葉のような「アクションスター」になる事が夢だった。千葉が『キイハンター』でスタントマンに頼らず、自ら演じるアクション・スタントに刺激を受けて惚れこんでいた。後にジャッキーはスターと認められだした頃に東映京都撮影所へ行き、千葉を表敬訪問している。
1994年、読字障害であることを告白したが、現在は克服している。広東語、北京語、英語、韓国語に堪能で、日本語も少し話せる。
ふるまいよしこによると、日本で人気を博していた時代のジャッキーは、中国ではまったく知られておらず、ジャッキーの映画が中国に入り始めたのは、1997年の香港返還後のことで、植民地政府下の香港警察に全面的な協力を受けて撮影された作品は、当初は、公的には敬遠されていた感があったという。2000年代、香港映画が中国市場の開拓を狙って作品作りをするようになると、ジャッキーも積極的に中国に進出し、香港映画が中国市場受けするテーマやアプローチを選択し始めると、ジャッキーも香港のスターというより、中国のスターを目指し始めた。
2012年9月21日にCBCの『ジョージ・ストロンボロポロス・トゥナイト』に出演した際に、「父は、元スパイだった。ある日、オフィスに戻るために、運転をしていたら、80歳近くになる父親が急に『話しておきたい秘密がある』というので、カメラと照明を設定し、そしてカメラの前でその告白をしてもらった。私は、40年以上ジャッキー・チェンとして生きてきたが本名は房（ファン）であると、父から伝えられた。父には、他に息子が2人、母には娘が2人いると言われ、自分には兄弟がいることがこの時分かった」と、インタビューに答えている。このインタビューで（この時点では）、2人の兄に会った事はないが、姉達には会ったと答えている。
ジャッキーは、日本では「香港の庶民派スター」という何十年来のイメージであるが、中華圏では立派な「愛国派スター」と認識されており、「正義の中国人として外国の悪に立ち向かっていく」作品が続き、そこに「愛国ムード」を嗅ぎ取る人もいる。

### 先輩・後輩との関係
ジャッキーが無名時代、休日に1人でボウリングに行こうと道を歩いていると、偶然ブルース・リーと遭遇。2人は、仲良くボウリング場へと足を運んだが、リーは、ジャッキーのプレイを後ろから見るだけで「じゃ、用事があるからこれで」と言い残し、帰って行ったということがあった。また、撮影の合間には、彼の作品でスタントを演じていたジャッキーに対して、特に優しく接してくれていたとのこと。
『七小福』時代から、同じ釜の飯を食べて育ったサモ・ハン・キンポーは先輩であり、ユン・ピョウは後輩である。2人は、ジャッキーと共に1983年から1988年に多くの共演作品が日本でも公開され、社会現象を起こし、香港ビッグ3と呼ばれている。3人が幼い頃、ユン・ピョウの20セントを巡って、2人が殴り合いの喧嘩をし、サモ・ハンが勝利したことがあると、ユン・ピョウがインタビューで答えている。ジャッキーが無名の時代には、先に映画業界で名を馳せていたサモ・ハンが、面倒を見ていたこともある。
ジャッキーとサモ・ハンは、両者の作品に対する取り組み方（ジャッキーはアクション、特に美しさに対する拘りが強く、サモ・ハンは娯楽性に重点が置かれる傾向の作品が多いなど）の違いにより、『サイクロンZ』以降疎遠であったが、その後、1995年の『デッドヒート』、1997年の『ナイスガイ』で再タッグを組み、2008年の 『拳師 〜The Next Dragon〜』では、ジャッキーがエグゼクティブ・プロデューサーを務め、サモ・ハンが主演を務めた。香港電影金像奨での功労賞の同時受賞、香港の年越しイベントでの『七小福』の共演、お互いのスタントチームの共有をしているなど、2人の仲は修復している。
2015年1月にはユン・ピョウの娘の結婚式にサモ・ハンがジャッキーを呼び、久しぶりに3人が揃ったと、場を大いに盛り上げた。

### 政治関係
2003年、『80デイズ』の撮影のためにベルリンに滞在した時、バディーベアに会い、翌2004年に香港ビクトリアパークでこのバディーベアを展示できるように取り計らった。この展示会の開催で、ユニセフと2つの恵まれない子供たちのための団体が414万香港ドル（約5700万円）を手にした。
チベット自治区に監視を行う中国に対して、一部で抗議がある中、北京五輪に反対することは不公平であるとし、北京五輪では、記念ソングを合唱した。2009年5月2日には、上海国際博覧会の広報大使に任命され、開幕1年前のカウントダウン・イベントでは、記念テーマ曲「城市（City）」を披露している。
2011年1月20日、アメリカ・ホワイトハウスで行われた公式訪問中の胡錦濤国家主席を歓迎する「オバマ米大統領夫妻主催の晩餐会」に、政財界の大物や著名人など計225人の招待客と共に出席し、ジャッキーと対面したオバマ米大統領は握手しながら、「私も君のファンだよ」と話しかけたばかりか、ヒラリー・クリントン米国務長官も、夫のビル・クリントン元米大統領も、ジャッキーのファンだと話した。また、胡主席と話す機会にも恵まれ、ちょうどジャッキーと胡主席が話し始めようとかという時に、オバマ米大統領がやってきて、「知っていますか。アメリカでジャッキーは、とてもとても有名なんですよ」と話しかけた。すると、胡主席は「中国ではもっと有名ですよ」と笑顔で返答した。この公式晩餐会を振り返ったジャッキーは、「本当に光栄に思う」と、興奮ぎみにメディアに語った。
2012年、香港政府観光局の観光大使を務め、2003年夏に行われた自身のファンクラブツアーで香港に来たファンを機内で自ら出迎える、というサービスも行った。また、中国人民政治協商会議では、委員にも選ばれた。
2019年には、2019年逃亡犯条例改正案をめぐる香港の混乱に対して、「みんなの『紅旗の守り人』としての思いを表現したい」と述べ、香港政府・中国政府を支持するキャンペーン「五星紅旗を守る14億人」に参加した。
2020年、「国家安全法」の香港への導入について、2000人を超える香港の芸能関係者と連名で支持を表明した。
2021年7月8日、副主席を務めている中国映画家協会が開催した中国共産党結党100周年記念座談会において、「共産党は偉大だ。約束したことは数十年で実現するだろう」「私は中国人になって光栄だが、共産党員がうらやましい。私も党員になりたい」と語った。これに対して『環球時報』は、「香港エリートの共産党に対する理解は、ますます客観的、理性的になってきている」と評価している。
ジャッキーは、中国共産党との関係を重視する動きを見せ、中国大陸寄りの姿勢が鮮明となっており、香港では「裏切り者」との批判を受けている。周来友は、「ジャッキーは、かつて天安門事件が発生した1989年、テレサ・テンを始め、数々の香港スターたちと共に中国共産党を批判し、大学生たちを支持するため、大規模なイベントにも参加しました。現在のジャッキーについて香港市民からは『共産党の犬』という批判も出ています。ジャッキーファンも多くいる日本でも、彼の変化に複雑な思いを抱く人も多いのではないでしょうか」と指摘している。ジャッキーが中国共産党寄りとなった背景には、息子のジェイシー・チェンが大麻事件で逮捕された際に減刑して貰った借りが中国共産党にあるためとされる。

#### 台湾に関する発言
2004年3月28日、親善大使として上海を訪問し、演説を行った。しかし、演説の草稿を無視し、台湾の選挙直前に起こった三一九台湾総統・副総統銃撃事件を「天大的笑話」（大きなジョーク）とし、中国と台湾が統一したほうが、中国をさらに強大にする、と発言。このことで、台湾のメディアや民衆の強烈な反感を買った。姚文智行政院新聞局局長は、彼が「中国に媚びている」と批判。このことで、ジャッキーの人気は台湾で一気に下落し、彼の新作映画の興行に影響を及ぼした（『80デイズ』〈台北市1014万台湾元〉、『THE MYTH/神話』〈台北市1100万台湾元〉『香港国際警察/NEW POLICE STORY』〈台北市900万台湾元〉）。また、王丹などの民主運動家が、ジャッキーに民主選挙を尊重するよう要求した。
その後、ジャッキーは台湾を愛しているからこそ、そのようなコメントをしたと述べ、妻の林鳳嬌も台湾人なので、台湾には依然として特別な感情があると説明した。しかし、台湾における活動は一部のクレームなどにより減少した。2年後の2006年9月19日、香港映画『プロジェクトBB』のプレミアに出席し、メディアに台湾総統陳水扁に対する抗議についてどう思うかという質問に、「だから僕が言ったことは間違っていなかった。2年前僕が言った『大きなジョーク』は、2年後の今日になって、国際的ジョーク、否、宇宙のジョークとなった。（台湾のことを）かわいそうだと思うし、香港も大陸も（台湾のことを）かわいそうだと思っている」と答えた。さらに、台湾の政治が混沌としているので、2年前の「大きなジョーク」発言は取り消さないと加えた。

#### 中国・台湾・香港に関する発言
2007年には「中国人に自由を与えてはいけない。香港や台湾は、自由すぎて乱れている。中国人は管理されるべきだ」などと、中国メディアで語り、台湾や香港のみならず、中国国内の知識人からもバッシングを浴びた。2009年4月18日、海南島にて行われたボアオ・アジア・フォーラムの会見上で、中国国外メディアから文化活動の自由について聞かれ、「自由すぎると、香港のように混乱する。台湾も混乱している。中国人は管理される必要がある」と発言した。その後も、中国政府への忠誠や愛国をチャンスがある限り示すようになり、香港での自由や民主を求める機運を堂々と批判し、2019年のデモの際にはCCTVに出演して、「CCTVが呼びかけた『14億人で中国国旗を振ろう』キャンペーンにぼくは真っ先に賛成した」と誇らしげに述べて、香港市民の失望を買った。また「テレビは日本製を買う。中国製のテレビは爆発するかもしれない」と発言し、物議をかもした。

### 収入・財産
慈善家でも知られており、幼少期にジャッキー自身が貧しくても「悪人とは付き合うな、麻薬には手を出すな」などの親の教えには感謝しているという。
- 2005年12月29日付の台湾の通信社・中央社は、香港メディアの報道「台湾・香港著名人の2005年年収ランキング」によると推定2億3000万香港ドル（約30億円）であると伝えた。
- 2006年、10億香港ドル（約150億円）と言われる全財産の半分を慈善事業に寄付するよう遺言を作成したと発表された。
- 2011年4月、総資産260億円と言われる財産を家族には残さず、全て寄付金控除とすると公言した[32]。

### 女性関係
ジャッキーは若い頃、テレサ・テンと恋愛をしていた。しかし、価値観の違いや仕事の忙しさなどが原因で2人は別れる。1983年、台湾女優の林鳳嬌と結婚。テレサは、1995年に気管支喘息の発作のため亡くなった。テレサの死後、ジャッキーの第2弾レコードには、テレサとのデュエット曲を収録した。

### 三菱自動車との関係

#### 映画での三菱車の使用
ジャッキー出演作品、特にゴールデン・ハーベスト作品内では『キャノンボール』を除いて、多くの作品で三菱自動車工業の車両協力を受けている。特にランサー、ミラージュ、パジェロ、ギャランが多い。
- 『スパルタンX』（快餐車）：デリカ（欧州名L300）ベースのハイテク移動販売車（劇中に三菱自動車のネオンサインも映る）が登場。改造は007のボンド・カーも手がけている所によるものらしい。他に劇中のカーチェイスに巻き込まれる一般車として老婆の運転するスタリオンがジャンプするシーンがあるが、ジャンプ後の老婆の台詞が車の宣伝文句ともとれるものとなっている。
- 『ファースト・ミッション』：ミラージュ。九龍から香港島の市街地において香港警察のパジェロなどと派手なカーチェイスを展開する。ギャランΣも登場している。
- 『サンダーアーム/龍兄虎弟』：ミラージュ・スパイダー（ミラージュベースのコンセプトカー）。敵組織のウェザリングが施された数台のパジェロとカーチェイスの末、爆破される。この車は、1984年のマカオグランプリの「ジャッキー・チェン・トロフィー」においてジャッキーが乗るペースカーとしてお披露目されたところ、ジャッキーに気に入られ、劇用車として使用されることになった。三菱は劇中のメイン車両としてガルウイングのオリジナル車、スタント・爆破用として簡略装備のスウィングドア車、緊急脱出シーン撮影のためのエンジンなし改造車の3台を提供したが、劇中ではスウィングドア車がメイン車両として起用されており（ガルウイングを開けるシーンもなし）、三菱の意図とは裏腹にガルウイングに豪華装備のオリジナル車が爆破されてしまった。これはスウィングドア車両が三菱に返却されたため判明したことであり、同車は現在も保存されているらしい。
- 『香港発活劇エクスプレス 大福星』：新宿駅〜富士急ハイランド間をミニカでカーチェイス。リチャード・ン扮する念力の運転するデリカがマイクロバス（ローザ）に追突される。
- 『プロテクター』：香港での捜査車両にパジェロ。港の麻薬工場への送迎車にデリカとトヨタ・ライトエース。
- 『ポリス・ストーリー/香港国際警察』：バラック街のカーチェイスでコルディア、犯人側の車にシャリオ（外国名：スペースワゴン）。麻薬王の秘書の車にギャランΣ。署長を人質にして逃げる時はミラージュ。この作品の後半ではホンダ・シビックを運転して派手な縦列駐車を決めている（この作品以外にもホンダや日産、マツダの車両が劇用車で登場している）。
- 『ポリス・ストーリー2/九龍の眼』：ミラージュ。運転席のヒューズ線を使って爆弾解体。この他にギャランやシビックの覆面車も確認できる。
- 『キャノンボール2』：ハイテク改造を施したスタリオンでアーノルド（リチャード・キール）と共に出走（前作はスバル・レオーネ）。
- 『プロジェクト・イーグル』：あらゆる改造が施されたパジェロが登場。この特別仕様車の外観は、初期のパリダカ仕様パジェロ、水陸両用可能な点はパジェロのコンセプトカーであるフォーリストラーダを髣髴とさせる。劇中冒頭で洋上に浮かぶこの車のルーフデッキで釣りをしているシーンがある。
- 『ツイン・ドラゴン』：ラストの格闘シーンは三菱の自動車テスト場での設定になっている。他にもランサーやディアマンテが劇中に登場（4ドアセダンのランサーは日本ではミラージュの4ドア）。ジャッキーが格闘するシーンでは最後に悪玉タイガー（カーク・ウォン）をギャランΣの衝突実験車に乗せ、そのままクラッシュさせた。タイガーのショットガンで実験装置が壊された為衝突したスピードは時速300キロとされ、シートベルト非装着だった為即死だった。なお、その前にターザン（テディ・ロビン・クァン）が同じ目に遭うが、装置が正常に作動された為はるかに低速であった上にシートベルトを装着していたおかげで無事だった。
- 『新ポリス・ストーリー』：ミラージュと同じくギャランはジャッキー・チェンの作品に登場する。この作品はギャランΣのスタンダードクラスのGLでカーチェイスで大破。ランサーはジャッキーが汚れた服を、新しい服に着替えるためにリヤハッチゲートを開けて使った。ランサーはミラージュの兄弟車にあたり、ジャッキー映画でも活躍する。
- 『デッドヒート』：ランサーエボリューションIII、GTOでレースに出走。序盤のシーンで、クーガー（トーステン・ニッケル）の駆る黒い日産・R32スカイラインGT-Rを三菱・FTOでチェイスしている。また三菱自動車の施設（三菱自動車・岡崎工場、現三菱ふそうトラック・バス喜連川テストコース）で研修を受けるシーンもある。その他のレース車はシビック、ギャランVR-4、マツダ・RX-7、トヨタ・スープラ、BMW・3シリーズなどで、その多くがレース中に大破、爆破される。
- 『ファイナル・プロジェクト』：パジェロ・FTO、最後のジャンプで船に突っ込む。
- 『WHO AM I?』：秘密任務のため大怪我を負ったが現地の部族に助けられて仲間になり、パジェロでクロスカントリーラリーに参戦している日本人チームが困っているところに出くわす。また南アフリカでBMWとのカーチェイスでランサーエボリューションIVが使われている（ただし一部カットは通常のランサーをエボ外装にしたものが使われている。ホイールナット個数、シート仕様から判別可能）。
- 『香港国際警察/NEW POLICE STORY』：犯人を追いかけていく過程にパジェロを使用。他にもランサーエボリューションなどが登場。
- 『プロジェクトBB』：現金輸送車に牽引されていったベビーカーを追いかけるためにパジェロを借りる。乳児を狙うギャング団の車にグランディス。モク警部の捜査車両にランサー。大家の車はスバル・ドミンゴ。
- またハリウッド作品でも香港が舞台だった場合三菱車が登場していたこともある（例：「ラッシュアワー2」でジャッキー扮するリー警部の愛車がランサー〈もしくはミラージュ〉）。
- 『デッドヒート』のパンフレットで、レーシングドライバー中谷明彦は「本気でレーサーを目指したら強敵になるに違いない」と語っている。
- 2010年代に入ってからの現代劇作品において三菱自動車の車両提供はなくなっている。

#### 映画外での関係
ジャッキー自身も、三菱ふそう・ファイターのCMに出演したことがあるほか、香港-北京ラリーでは、篠塚建次郎選手と日本全国の三菱ギャラン店ディーラーメカニックで構成する「ランサーディーラーチーム」の監督を務めた。ジャッキーの日本語通訳である辻村哲郎の著書によると、プライベートでも三菱・パジェロを自ら運転している。
1980年代のマカオグランプリのサポートレースで、ミラージュのワンメイクレースがあり「ジャッキー・チェン・トロフィー」と銘打って行われていた。公道での賭けレースやゼロヨンも若い頃やっていたが、映画会社から禁止されるほど、車にのめり込んでいたことがある。
大の車好きで、三菱の車以外にも多数の車を所有しており、最多で52台持っていたときもある（現在はその半分程度）。デビュー直後から、ポンティアック・トランザムなどのアメリカの車から、ホンダ・アコードやプレリュードなどの日本車、ランボルギーニ・カウンタック、フェラーリ数台と数多い高級車、スポーツカーを所持していた。
2005年には、中国国内のみでフォルクスワーゲン・キャディのキャラクターを務めたが、2007年4月に三菱自動車は、同国におけるブランドキャラクターとして、ジャッキーを正式に起用した。ジャッキーも「私自身が三菱自動車のクルマが好き」とコメントしている。
香港では風水などの思想を重視するため、縁起の良いナンバープレートが高額で取引されることがよくある。ジャッキーは数年前、「JC1」のナンバーを日本円にして約数億円で手に入れた。

### レーシングチームオーナー
2015年、アジアン・ル・マン・シリーズチャンピオンの中国系チーム・DCレーシングの共同オーナーに就任。2016年には、フランス系チームのシグナテックとジョイントして、「バシー・DCレーシング（Baxi DC Racing）」の名でWEC（世界耐久選手権）のLMP2クラスにフル参戦を開始した。マシンは、オレカ・05のOEM供給であるアルピーヌ・A460で、日産エンジンを使用。初年度は、シグナテック・アルピーヌがル・マン24時間レース優勝、とWEC年間チャンピオンに輝いたのに対して、DCレーシングは、ル・マンではリタイア、年間でも下から2番目という結果に終わった。この年のマシンカラーリングは、自らの新作映画『カンフー・ヨガ』のもので、マシンのカウルには、ジャッキーの写真が大きく使われている。
2017年は、規約改訂に伴い、マシンをオレカ・07、エンジンをギブソンに変更。また、チームオペレーションは、シグナテックに代わってJotaスポーツが担うことになり、チーム名は「ジャッキー・チェン・DCレーシング（Jackie Chan DC Racing）」へ変更された。シグナテック内で2番手の扱いだった昨年までとは打って変わり、開幕戦シルバーストンでWEC初優勝を飾ると、第3戦ル・マン24時間でもクラス優勝を勝ち取った。なお、最上位クラスのLMP1クラスの台数が少なかったことや、LMP1全車にトラブルが発生したこともあり、下位クラスながら総合でも一時トップを快走し、最終的に総合2位に入るという快挙を成し遂げている。年間チャンピオンは、最終戦までもつれこんだが、最終的にバイヨン・レベリオンに敗れ2位に終わった。

## エピソード

### 再デビューまでの苦難
1973年、「ついに自分もスターになるチャンスがきた」と、意気揚々と初主演作『タイガー・プロジェクト/ドラゴンへの道 序章』（1973年）の撮影に臨んだジャッキーだったが、そのあまりの低予算、悪条件ぶりに愕然とする。本作品は、いわゆるセブンデイズ映画と言われる類の作品で、わずか7日間で完成させてしまうような粗末な現場だった。大きく落ち込む彼にさらに追い打ちをかけるように、ブルース・リー急死」の報が飛び込んでくる。この香港映画界を揺るがす悲報に、香港全体が大きな喪失感に包まれた。ジャッキーもスタントに参加したリーの遺作『燃えよドラゴン』は、リーの死後、世界各地で公開され、大ヒットを記録。世界的なスーパースターへと上り詰めたとき、リーはもうこの世にいなかった。そして、カンフー映画市場は急激に冷え込み、冬の時代へと突入してゆく。時代は、コメディやロマンスといったドラマが中心となり、本格的なカンフー映画の本数は激減していた。
貯めたお金を切り崩しながら数ヵ月を過ごした後、かつて世話になったジュー・ムー監督から、やっとのことで仕事をもらった。1作目の『花飛満城春』では、人妻と関係を持つ人力車夫役を演じ、ベッドシーンを披露した。2作目の『拍案驚奇』には、殺人犯役で出演。ともにアダルトな作品で、映画自体はまずまずヒットしたものの、ジャッキーにとっては仕事を得るのが難しい状態が続いた。
1975年、ゴールデン・ハーベストへ入社し、ゴールデン・ハーベストでのサモ・ハンの仕事がまた増えてきたが、本格的なアクションと呼べる作品は少なかった。その頃に製作された数少ないカンフー映画が『少林門』（1975年）だった。監督は、当時まだ無名で、のちにハリウッドで活躍する、若き日のジョン・ウーだった。当初は、出演予定がなかったジャッキーも準主役で出ることになった。本作品は、撮影から約1年後の1976年夏に香港で公開されたが、ヒットせずに終わった。

### ロー・ウェイとの関係

#### 再デビュー当時のエピソード
『レッド・ドラゴン/新・怒りの鉄拳』（1976年）で、ロー・ウェイがジャッキーに求めたのはブルース・リーの姿そのもので、不器用な演技しかできなかったジャッキーにとって、それはあまりに困難だった。撮影現場で、要求に思うように応えられないジャッキーに対し、ローは怒りをぶちまけるのだった。その度にマネージャーのウィリーはジャッキーの不満や悩みを聞いてやり、なだめては、なんとか撮影を続けさせた。当時、香港にはマネージャーという概念自体がなく、後にジャッキーの右腕を振るったウィリーこそ、その元祖と言われている。ローは、現場を抜け出してギャンブルをしに行ったりし、撮影を他人任せにしていなくなることが多かった。
再デビューの撮影から2か月を待たずして、次回作『少林寺木人拳』（1976年）の撮影に取り掛かる。本作品の総監督・ローは、前作の出来によほど嫌気が差したせいか、ジャッキー同様に安いギャラで雇った当時の若手監督のチェン・チーホワに、実際の撮影現場をほぼ任せっきりにした。前作の撮影監督がチーホワで、ジャッキーより7歳年上と年齢が近いこともあってすぐに意気投合。ともに20代で若い感性を持っており、互いにアイデアを出し合って、映画作りを楽しんだ。ジャッキーは、後にこの作品を「ある意味、僕の最初の『夢の映画』。映画作りとはこうあるべきだと思って作った」と語っている。

#### ジャッキー・ジャック事件
ロー・ウェイとは、個人プロダクション時代から折り合いが悪く、この仲違いの末、ジャッキーは、当時のゴールデン・ハーベスト社長のレイモンド・チョウ、自分のマネージャーであり親友のウィリー・チェンらと図り、ローのプロダクションから半ば強引に離脱した。いわゆる二重契約問題である。ジャッキーは、この顛末を自伝『僕はジャッキー・チェン』で詳細に述懐している。その内容を以下に要約する。
1979年の初夏、前年に他社にレンタル出向し製作された『スネーキーモンキー 蛇拳』、『ドランクモンキー 酔拳』や、続いてローの下でジャッキーが初監督した『クレージーモンキー 笑拳』が大ヒットした。ジャッキーとウィリー・チェンは、ローがレンタル出向前に製作し完成していた『拳精』と『龍拳』を、過去のジャッキー作品が全て興行面で失敗していたために、配給会社が警戒して買わなくなっていたこともあり（『蛇拳』と『酔拳』のヒットのおかげでその後ようやく公開）、「このままローの下に戻り同じタイプの作品を製作しても駄目になる」と決心し、ローへ退社を申し出た。ところが、ローは、ジャッキーの契約書の解約違約金の項目を、10万香港ドルから「1000万香港ドル」に改ざんし、ジャッキーを逃さない手を打っていた。しかし、その後、ローの契約支配人がジャッキー側に翻身し、ローが契約書を改ざんしたことの証人となることを約束したため、ローの下での最新作『ジャッキー・チェンの醒拳』の撮影を数日で中断し、ジャッキーはゴールデン・ハーベスト社での第1作『ヤングマスター 師弟出馬』の製作を開始してしまう。
ジャッキーに契約破棄状態で逃走されたローは、黒社会を利用して、ジャッキーの強制連れ戻しを図る。ジャッキーは拉致され、ローの面前へ引き出され、ローはジャッキーに再契約を迫る。もっとも黒社会は「儲からない者は助けない」ため、ローにとっても黒社会を利用するということは、もしジャッキーとの交渉が決裂すれば、自身に危害が及ぶ危険性があることでもあった。ウィリー・チェンは、状況打開のため、各方面と交渉し、まず、ローの1000万ドル契約については（虚偽の契約であるが）、ゴールデン・ハーベスト社のレナード・ホーが「ジャッキーに対する投資」名目で解決することとなり、ローはジャッキーの契約及び未公開作品の権利をゴールデン・ハーベスト社に売却した。最も厄介な黒社会の件は、その世界と繋がりの深い元祖香港映画のドン、ジミー・ウォングに間を取り持ってもらい一件を手打ちにし、ジャッキーは黒社会に狙われることはなくなり、ローもまた黒社会と手を切ることができた。もっともその義理立てとして、ジャッキーはジミーの主演作品『ドラゴン特攻隊』、『炎の大捜査線』に準主演級で出演した。これらの作品へのノーギャラでの出演についてジャッキーは「両方ともひどい作品だったが、借りを返すこと以上に重要なことはない」などと説明している。
この一連の事件について、当時は、ジャッキーら当事者からプレス向けに事情説明がほとんどなく「ゴールデン・ハーベストがジャッキーを強引に引き抜いた」などと言われ、「ジャッキー・ジャック事件」とゴシップとなる。日本では、『クレージーモンキー 笑拳』初公開時のパンフレットにおいて、映画評論家の日野康一が「ジャッキー・チェンをめぐる二、三の事情」と題して初めてこのトラブルに言及。この中では「恩師ロー・ウェイからゴールデン・ハーベスト社に無理矢理さらわれてしまった可哀想なモンキー」とされた。
なお、1980年代から1990年代の香港映画黄金期には、黒社会系列の映画会社が数多く跋扈しており、その後、ジャッキーは、香港映画界からの黒社会追放キャンペーンでは陣頭に立っている。その時のインタビューで「彼らに殴られたり、金を要求されたこともある」と述べた。

### その他のエピソード
『プロジェクト・イーグル』PRのために『笑っていいとも!』へ出演した際、南原清隆の「香港の中国返還後はどうなさるんですか？」との質問に一瞬困った形相を見せたが、笑って「1997年以降は日本に行きます。歓迎してくれますか？」と答え、周囲を驚かせた。冗談か本気かは別として、当時の情勢が垣間見える瞬間だった。
英語圏の映画レビューサイトとして有名なRotten Tomatoes（ロッテン・トマト）は、ジャッキー・チェンの一ファンであったSenh Duongが「ジャッキー・チェンのファンとして、ジャッキーの映画に関する合衆国内のレビューを残らず集めようとした時に思いついた」と、サイト発案の理由を語っている。

## 日本との関わり
東映は、香港のカンフー映画の輸入に熱心で、系列の東映洋画が日本でまだ無名のジャッキーの映画を7本まとめて購入。1979年に『トラック野郎・熱風5000キロ』との併映で公開された『ドランクモンキー 酔拳』が大ヒット、『トラック野郎』の恩恵もあり、配給収入は約9億3000万円を記録。『トラック野郎』より『酔拳』が話題となり、続けて『スネーキーモンキー 蛇拳』『クレージーモンキー 笑拳』『拳精』（「拳シリーズ」と呼ばれる）も公開され、日本でのジャッキーフィーバーが巻き起こった。その後も「拳シリーズ」は1年ペースで、『少林寺木人拳』『龍拳』『蛇鶴八拳』『カンニング・モンキー 天中拳』『成龍拳』『ジャッキー・チェンの醒拳』が公開され、話題を集めた。
その後『ロードショー』誌の「好きな俳優」投票において、6年間連続1位を獲得するなど、1980年代の日本でのジャッキーフィーバーは凄まじく、当時の少年たちのスーパーアイドルであった。映画は、テレビでも続々と放映され、とくに石丸博也の吹き替えが、分かりやすく共感を呼び、好評を博した。
1980年代当時の映画館では、「ジャッキー・チェン大会」、「ジャッキー・チェン祭」などの名目で、拳シリーズを3本、4本立てにしてイベント的に特別上映を行っていた。2011年には、ジャッキーをリスペクトとした映画イベント「成龍祭」が規模を拡大し、「大成龍祭」として、東名阪で行われ、先に大阪と名古屋が終了。東京は11月に幕を閉じた。本イベントは、2004年からTOHOシネマズの劇場を中心に毎年実施されている。ファンが積極的に協力しているのが特徴で、2010年は、ジャッキー本人からビデオメッセージが直接届いたり、参加者が書いたジャッキーへの寄せ書きに返事が来るなど、ジャッキーサイドにも認知されつつある。
1980年代には、ジャッキーが以前からファンであった西城秀樹と親友の間柄となった。1987年の滋賀県烏丸半島で行われた「アジア・ポップス'87 〜第5回びわ湖水の祭典〜」コンサートでは、同じステージに立って「ギャランドゥ」「琵琶湖周航の歌」等を一緒に熱唱した。
西城と最後に共演したのは『ウチくる!?』に、ジャッキーがメインゲストで出た回で、西城がサプライズでジャッキーの前に現れ、とても驚いたという。西城は、「成龍讃歌」という雑誌のインタビューで、「浅草の料理屋のロケで、その時も彼は手羽先を食べていました。アワビのエピソードで盛り上がったことを覚えています。あの時は僕が前年に体調を崩した姿で、それでも元気に再会できたことは嬉しかった」と話している。また、西城が二度目に体調を崩した後には、ジャッキーがNHKの番組の出演時に、「は～いヒデキさん、お元気ですか!」というビデオメッセージを贈り、西城は本当に嬉しかったという。
西城の告別式には「秀樹さんはスーパースターで、多くの香港芸能人の憧れ。僕らは永遠にあなたのことを思っております。香港の親友、ジャッキー・チェン」という内容の弔電を送っている。
1995年にはジャッキー自らが監修したアーケードゲーム『ザ・カンフーマスター ジャッキー・チェン』が、当時東京・三鷹市にあったゲームメーカー・カネコより発表（後述）。
訪日した際には、日本のテレビ番組にもゲスト出演することが多い。日本テレビの『ザ!鉄腕!DASH!!』でTOKIOのメンバーと数回にわたり、さまざまなゲームで対決をしている。また、同じく日本テレビの『ぐるぐるナインティナイン』のコーナー「グルメチキンレース・ゴチになります!」では歴代VIPチャレンジャー(ゲスト)で最下位となり自腹の被害者第一号でもある。
2007年秋には、上戸彩とともにオロナミンC（大塚製薬）のCMに出演し、『プロジェクトA』の時計台のシーンのパロディを演じた。
2013年には、キリンビール「のどごし生」CM「夢のドリーム」企画において、一般公募で選ばれた「カンフースターになりたい」という会社員の夢を実現する形で、会社員、中川翔子、会社員の後輩のアクション俳優らと共演した。中川は、ジャッキーのファンで、ワタナベエンターテインメントに所属するブレイク前、ジャッキー・チェン事務所の日本支部があった頃に所属していたことがあるほか、母と香港旅行に行った際に、とあるレストランでジャッキー本人と遭遇し、中川が泣いていたのを見てなのか、声を掛け、「何で泣いてるの？（中川親子の）食事代払ったよ」と言われ、ジャッキーがおごってくれたというエピソードを後年語っており、CM共演時は感激している。中川は、ジャッキーが無名時代にエキストラ的に共演したブルース・リーファンでもある。
2024年6月には『ライド・オン』の舞台あいさつのため13年振りに来日した。

## ジャッキー・スタントチームの主なメンバー
- ケネス・ロー・ワイコン（中国語版）
- マース（中国語版）
- ブラッドリー・ジェームズ・アラン（英語版） - 2021年8月7日死去
- ロッキー・ライ（黎強根） - 黎兄弟、弟
- ダニー・チュウ（中国語版）（周潤堅）
- ベニー・ライ（黎強權） - 黎兄弟、兄
- タイポー（中国語版）（張嘉年）
- ポール・ウォン (王坤)
- 楊升（中国語版）（楊一凡） - 2021年7月28日死去

## フィルモグラフィー（主演作）
タイトルは日本語題・原題の順 ※は監督兼任。主演作品のみを抜粋。詳細はジャッキー・チェンの作品一覧を参照。

### 映画

#### 1970年代
- タイガー・プロジェクト/ドラゴンへの道 序章 廣東小老虎（1974年）
- レッド・ドラゴン/新・怒りの鉄拳 新精武門（1976年）
- 少林寺木人拳 少林木人巷（1976年）
- 成龍拳 劍・花・煙雨江南（1977年）
- 蛇鶴八拳 蛇鶴八歩（1977年)
- ジャッキー・チェンの飛龍神拳 飛渡捲雲山（1977年)
- カンニング・モンキー 天中拳 一招半式闖江湖（1978年）
- スネーキーモンキー 蛇拳 蛇形刁手（1978年）
- 拳精 拳精（1978年）
- 龍拳 龍拳（1978年）
- ドランクモンキー 酔拳 醉拳（1978年）
- クレージーモンキー 笑拳 笑拳怪招（1979年）※

#### 1980年代
- ヤング・マスター/師弟出馬 師弟出馬（1980年） ※
- バトルクリーク・ブロー The Big Brawl（1980年）
- ドラゴンロード 龍少爺（1981年）※
- プロジェクトA A計劃（1983年）※
- スパルタンX 快餐車（1984年）
- プロテクター The Protector（1985年）
- ファースト・ミッション 龍的心（1985年）
- ポリス・ストーリー/香港国際警察 警察故事（1985年）※
- サンダーアーム/龍兄虎弟 龍兄虎弟（1986年）※
- プロジェクトA2 史上最大の標的 A計劃續集（1987年）※
- サイクロンZ 飛龍猛將（1988年）
- ポリス・ストーリー2/九龍の眼 警察故事續集（1988年）※
- 奇蹟/ミラクル 奇蹟（1989年）※

#### 1990年代
- プロジェクト・イーグル 飛鷹計劃（1991年）※
- ツイン・ドラゴン 雙龍會（1992年）
- ポリス・ストーリー3 警察故事3 超級警察（1992年）
- シティーハンター 城市獵人（1993年）
- 新ポリス・ストーリー 重案組（1993年）
- 酔拳2 醉拳II（1994年）
- レッド・ブロンクス 紅番區（1995年）
- デッドヒート 霹靂火（1995年）
- ファイナル・プロジェクト 警察故事4之簡單任務（1996年）
- ナイスガイ 一個好人（1997年）
- WHO AM I? 我是誰?（1998年）※
- ラッシュアワー Rush Hour（1998年）
- ゴージャス 玻璃樽（1999年）

#### 2000年代
- シャンハイ・ヌーン Shanghai Noon（2000年）
- アクシデンタル・スパイ 特務迷城（2001年）
- ラッシュアワー2 Rush Hour 2（2001年）
- タキシード The Tuxedo（2002年）
- シャンハイ・ナイト Shanghai Knights（2003年）
- メダリオン 飛龍再生/The Medallion（2003年）
- 80デイズ Around The World In 80 Days（2004年）
- 香港国際警察/NEW POLICE STORY 新警察故事（2004年）
- THE MYTH/神話 神話（2005年）
- プロジェクトBB 寶貝計劃（2006年）
- ラッシュアワー3 Rush Hour 3（2007年）
- ドラゴン・キングダム The Forbidden Kingdom（2008年）
- 新宿インシデント 新宿事件（2009年）

#### 2010年代
- ダブル・ミッション The Spy Next Door（2010年）
- ラスト・ソルジャー 大兵小将（2010年）
- ベスト・キッド The Karate Kid（2010年）
- 1911 辛亥革命（2011年）※
- ライジング・ドラゴン 十二生肖（2012年）※
- ポリス・ストーリー/レジェンド 警察故事2013（2013年）
- ドラゴン・ブレイド 天将雄师 （2015年）
- スキップ・トレース Skiptrace（2016年)
- レイルロード・タイガー 铁道飞虎（2016年）
- カンフー・ヨガ 功夫瑜伽（2017年)
- ザ・フォーリナー/復讐者 The Foreigner（2017年）
- ポリス・ストーリー REBORN 机器之血（2017年）
- ナイト・オブ・シャドー 魔法拳 神探蒲松龄（2019年）

#### 2020年代
- プロジェクトV 急先锋（2020年）
- ライド・オン 龙马精神（2023年）
- プロジェクトX-トラクション Hidden Strike（2023年）
- A LEGEND/伝説 传说（2024年）
- ベスト・キッド:レジェンズ Karate Kid: Legends（2025年）

#### 声優
- カンフー・パンダ Kung Fu Panda（2008年）
- カンフー・パンダ2 Kung Fu Panda2（2011年）
- カンフー・パンダ3 Kung Fu Panda 3（2016年）
- レゴニンジャゴー ザ・ムービー The Lego Ninjago Movie（2017年）…実写シーンでの出演もしている
- ナッツジョブ リバティパーク奪還作戦!! The Nut Job 2: Nutty by Nature（2020年）
- ミュータント・タートルズ:ミュータント・パニック！ Teenage Mutant Ninja Turtles: Mutant Mayhem（2023年）

### ドキュメンタリー
映画
- 失われた龍の系譜 トレース・オブ・ア・ドラゴン 龍的深處 - 失落的拼圖（2003年）

テレビ
- ジャッキー・チェン マイ・ストーリー 成龍的傳奇（1998年）
- ジャッキー・チェン マイ・スタント 成龍的特技（1998年）
- ジャッキー・チェン ドラゴンへの道 The invincible Jacky Chan:Fast funny and furious（2002年）

### テレビアニメ
- ジャッキー・チェン・アドベンチャー Jackie Chan Adventures（2000年〜2005年）

## ディスコグラフィー

### シングル（EP）
1. マリアンヌ（1983年11月30日、ワーナー・パイオニア/L-1643）
  - マリアンヌ - 作詞・作曲：五輪真弓　編曲：後藤次利
  - ハロー・ハッピー・ソング - 作詞・作曲：五輪真弓　編曲：後藤次利
2. ハートはYES（1984年7月10日、ワーナー・パイオニア/L-1674）
  - ハートはYES - 作詞：芹沢類　作曲：玉置浩二　編曲：椎名和夫
  - MOVIE STAR - 作詞・作曲：Paul de Senneville / Olivier Toussaint編曲：椎名和夫
3. I LOVE YOU, YOU, YOU（1984年11月28日、ワーナー・パイオニア/L-1691）
  - I LOVE YOU, YOU, YOU - 作詞：売野雅勇　作曲・編曲：後藤次利
  - I LOVE YOU, YOU, YOU（広東語ヴァージョン） - 広東語詞：リチャード・ラム　作曲・編曲：後藤次利
4. TOKYO SATURDAY NIGHT（1985年8月25日、ワーナー・パイオニア/L-1712）
  - TOKYO SATURDAY NIGHT - 作詞・作曲：美樹克彦　編曲：竜崎孝路
  - CHINA BLUE - 作詞：今野雄二　作曲：高中正義　編曲：椎名和夫
5. 無問題（1987年11月28日、ワーナー・パイオニア/L-1821）
  - 無問題 - 作詞：HOLLY LOVE　作曲・編曲：椎名和夫
  - 無問題（インストゥルメンタル） - 作曲・編曲：椎名和夫

### シングル（CD）
1. MOVIE STAR（1988年2月25日、ワーナー・パイオニア/10SL-104）
  - MOVIE STAR - 作詞・作曲：Paul de Senneville / Olivier Toussaint　 編曲：椎名和夫
  - 無問題 - 作詞：HOLLY LOVE　作曲・編曲：椎名和夫
2. TOKYO SATURDAY NIGHT（1988年2月25日、ワーナー・パイオニア/10SL-105）
  - TOKYO SATURDAY NIGHT - 作詞・作曲：美樹克彦　編曲：竜崎孝路
  - I LOVE YOU, YOU, YOU - 作詞：売野雅勇/作曲・編曲：後藤次利
3. 愛のセレナーデ（1988年8月25日、日本コロムビア/10CA-8062）※河合奈保子とのデュエット
  - 愛のセレナーデ - 作詞：吉元由美　作曲：河合奈保子　編曲：矢野立美
  - Southern Cruise - 作詞：吉元由美　作曲：河合奈保子　編曲：矢野立美
4. 見つめていたい（明明白白我的心）（1995年1月20日、ポニーキャニオン/XYDA-10002）※陳淑樺とのデュエット
  - 見つめていたい（明明白白我的心） - 作詞・作曲：李宗盛
  - 見つめていたい（明明白白我的心）（オリジナル・カラオケ）

### アルバム
1. THE BOY'S LIFE（1985年8月25日、ワーナー・パイオニア/32XL-113）
2. LOVE ME（1984年2月22日、ワーナー・パイオニア/32XL-134）
3. シャングリラ（1986年11月28日、ワーナー・パイオニア/32XL-171）
4. 無問題（1987年12月10日、ワーナー・パイオニア/32XL-241）
5. 見つめていたい（1994年12月16日、ポニーキャニオン/XYCA-2）
6. 龍の心（2003年1月16日、ロックレコード/RCCA-2123）
7. 龍の夢（2009年11月18日、ロックレコード/RCCA-2202）

### ジャッキーチェン主演映画の日本公開版主題歌
- 「拳法混乱（カンフージョン） 」 ： 四人囃子（ドランクモンキー 酔拳）
- 「クレージーモンキー」 ： Dr.スープ（クレージーモンキー 笑拳）
- 「チャイナ・ガール」：HERO（拳精）
- 「ドラゴン・フィスト」：小清水ミツル（龍拳）
- 「デンジャラス・アイズ」：小清水ミツル（蛇鶴八拳）
- 「カンニング・モンキー」：シャイ（カンニング・モンキー 天中拳）
- 「成龍拳」：北原深（成龍拳）
- 「一番星のブギ」：松岡一美（時代錯誤）（ジャッキー・チェンの醒拳）
- 「さすらいのカンフー」：ジャッキー・チェン（ヤングマスター 師弟出馬）
- 「ドラゴンロード」：タイム・ファイブとクン・フー・エクスプレス（ドラゴンロード）
- 「デンジャー・ラブ」もんたよしのり（ドラゴン特攻隊）
- 「SPARTAN X」：南田伝（スパルタンX）
- 「SUPER SUPERSTAR」：陣内孝則（五福星）
- 「幸運序曲〜大福星のテーマ〜」：時代錯誤（香港発活劇エクスプレス 大福星）
- 「無問題」：ジャッキー・チェン（七福星）
- 「CHINA BLUE」：ジャッキー・チェン（ファースト・ミッション）

## 著書
- 『愛してポーポー ジャッキー・チェン自伝』（集英社、1984年）ISBN 978-4087800616
- 『I AM JACKIE CHAN（英語版） 僕はジャッキー・チェン 初めて語られる香港帝王の素顔』（ジェフ・ヤン（英語版）共著、西間木洋子訳、近代映画社、1999年）
- 『永遠の少年（英語版） ジャッキー・チェン自伝』（朱墨共著、鄭重訳、ダイヤモンド社、2016年）

## CM
- キリンビール
  - キリン生A（1984年）
  - のどごし〈生〉「のどごし夢のドリーム カンフースター篇」（2013年）
- アサヒシューズ クーガーバイオターボ
- 金鳥　キンチョウリキッド
- 日清食品 ビッグチャイナ
- 三洋薬品 配置薬
- 東亞合成 アロンアルフア
- ポッカ 暴暴茶
- 大塚製薬 オロナミンCドリンク
- 三菱自動車工業 ふそうファイター
- サントリーフーズ マウンテンデュー
- XaviX
- Visa
- スクウェア・エニックス 星のドラゴンクエスト

## ゲーム
スパルタンX（アーケードゲーム・家庭用ゲーム各種）
ジャッキー関連での初のゲーム化は、1984年にアイレムが製作・販売したアーケードゲーム「スパルタンX」である。ただし、ゲーム自体は、映画の内容とは関連性はなく、登場人物の名前程度しか共通点はなかった。尚、1985年に任天堂より発売されたファミリーコンピュータへの移植版のパッケージの絵には、ジャッキー似のイラストが使われている。また、移植版は、後に「KUNG FU」というタイトルに変更され、販売された。後に、アイマックスより、PlayStationやセガサターンで発売された「アイレムアーケードクラシックス」では、アーケード版の復刻版が収録されていた。
2005年に、後述の家庭用体感ゲーム「XaviXPORT」の事業にも参加しており、同年秋にゲーム事業のイベントで訪日した際には、関係者から「スパルタンX」がゲーム化されていることを初めて聞き、無言で手を差し出す（権利料を払え、の意）という行為を行った。場が凍りつくようなハプニングであったが、直後にジャッキーは満面の笑みでジョークであることをアピールし、事無きを得た。
ジャッキー・チェン（PCエンジン・ファミリーコンピュータ）
PCエンジン、およびファミリーコンピュータ用のゲームソフトとして、1990年にハドソンより「ジャッキー・チェン」が発売（開発はナウプロダクション）。前述の「スパルタンX」とは異なり、こちらはジャッキー自身が主人公であり、正統派のアクションゲームとして発売された。このゲームの発売時のゲーム雑誌でのインタビュー記事には、リップサービスか本当なのかはともかく、ジャッキー自身のアイデアがゲーム中に取り入れられていると、本人がコメントしていた。
カンフーマスター ジャッキー・チェン（アーケードゲーム）
1995年には、アーケード用対戦型格闘ゲームの「カンフーマスター ジャッキー・チェン」が、日本のゲームメーカー・カネコにより製作、エイブルコーポレーションにより販売された。本作ではジャッキー自身が正式に監修と制作にも参加。このゲームの登場キャラは、実在の俳優を撮影した画像を録り込んで使用しており、ジャッキー本人もキャプチャ撮影を行い実写でゲーム内に登場（EDではジャッキーの撮影シーンなどメイキング映像も流れる）。尚、日本国内でのリリース時期が1995年5月だったこともあってか、同年夏に公開されたジャッキー主演映画『レッドブロンクス』の広告が、タイアップとしてデモ画面に表示されるという仕様も盛り込まれていた。
尚、このゲームにおいてのジャッキーは主人公のプレイヤーキャラクターではなく、最終ボスとして登場する敵役という異質なものであった。登場する服装は数パターンあり、カンフーの稽古着や『プロジェクトA』内で着装した警察の正装で戦う。攻撃されると血が吹き飛んだりと、モータルコンバットのフェイタリティに似たシステムもあるが、ジャッキー戦ではこういった残虐演出は取り入れられておらず、ジャッキーに勝利してもジャッキーは倒れずに起き上がり、プレイヤー側をサムズアップで祝福してくれるという演出になっていた。ちなみに、後に発売されたマイナーチェンジの続編『ジャッキーチェン2 -成龍伝説-』では、晴れてプレイヤーキャラとして使用可能になった。
Jackie Chan Stuntmaster（PlayStation）
2000年に発売されたPlayStation用の3Dアクションゲーム。日本未発売。ニューヨークを舞台に主人公のジャッキーが、悪の組織に誘拐された祖父・フレドリックを救うというストーリー。主人公のモーションキャプチャによる動きや主人公の声に、ジャッキー本人が参加して担当している。
Jackie Chan Adventures Legend of the Dark Hand（ゲームボーイアドバンス）
2001年発売のゲームボーイアドバンス用ソフト。日本未発売。開発および発売はアクティビジョン。テレビアニメ『ジャッキー・チェン・アドベンチャー』の横スクロール型のベルトスクロールアクションゲーム。
Jackie Chan Adventures（PlayStation 2）
2004年9月30日発売のPlayStation 2用ソフト。日本および北米では未発売で、欧州のみ発売であった。開発はアトミック・プラネット。発売元はインタラクティブ・ヒップ。上記のゲームボーイアドバンス用ゲームと同様、テレビアニメ『ジャッキー・チェン・アドベンチャー』のゲーム。ゲームボーイアドバンス版は、2Dのベルトスクロールアクションゲームであったが、このゲームはトゥーンレンダリング技術によるアニメ調のグラフィックを使用した3Dアクションゲームであった。
XaviX AEROSTEP（XaviXPORT）
2005年に新世代株式会社が発売したフィットネス機器およびゲーム機「XaviXPORT」のローンチソフトのひとつ。新世代社は、ジャッキーと共同でXaviXPORT向けアプリケーション開発会社・JCSを設立し、本ソフトを共同開発した。XaviXPORTの発表会場にジャッキー本人も登場し、製品のデモンストレーションを行った。ゲーム内では、実写でジャッキー本人がインストラクターとして登場しているほか、ジャッキーになって香港の道を走るゲームが収録されている。
XaviX POWER BOXING（XaviXPORT）
上記同様に開発・発売されたXaviXPORTのローンチソフト。ボクシングの試合結果に応じて、実写のジャッキーがメッセージをくれる。発表会のデモンストレーションでは、KO負けしてしまい、ジャッキーがゲーム内のジャッキーに慰みの言葉をもらうという失態を演じた。
プロ野球スピリッツ5（PlayStation 3）
2008年4月に発売。東京ドームでプレイすると、外野後方にあるオロナミンCの看板にジャッキーが映る。

### 中国戯劇学院生
- サモ・ハン・キンポー
- ユン・ピョウ
- ユン・ワー
- ユン・ケイ
- ユン・チウ（中国語版）
- ユエン・ウーピン
  - 映画『七小福』 - 彼らを描いた劇映画。

### 映画会社
- ゴールデン・ハーベスト
- ゴールデン・ウェイ
- シーゾナル・フィルム
- ワーナー・ブラザース
- ニュー・ライン・シネマ
- タッチストーン・ピクチャーズ

### 吹替声優
- 石丸博也 - 専属吹替声優。テレビ放送・ソフトを問わず、ほぼ全ての作品でジャッキーの吹き替えを担当している。
- 山野井仁 - 拳シリーズのビデオ（BW版）のみジャッキーの吹替を担当している。
- 堀内賢雄 - 引退した石丸に代わり、原語版でジャッキーが演じた『ミュータント・タートルズ: ミュータント・パニック!』のスプリンター役の吹き替えを（石丸の事務所に連絡し了承を得た上で）務めた[41]。

### その他
- ジャッキーちゃん - ジャッキーのものまねタレント。ジャッキーと複数回の対面もしている。
- あほ拳ジャッキー - ジャッキーのパロディキャラ・ジャッキーちゃんが主役のギャグ漫画。ブルース・ソー、リー・リンチン、カン・ピョウなども登場する。